# Hintermauerziegelindustrie

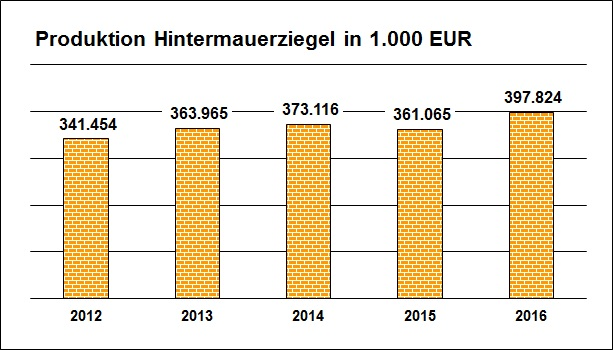
Produktionswert von Hintermauerziegeln ohne Ergänzungsprodukte. Im Jahr 2016 stieg der Produktionswert gegenüber dem Vorjahr um über 10 Prozent.

Als Teil der Baustoff-, Steine- und Erden-Industrie (kurz Baustoffindustrie) zählt die Hintermauerziegelindustrie zu den klassischen Industriesektoren. Etwa 1500 gewerbliche Mitarbeiter produzieren in 30 Unternehmen an deutschlandweit 49 Standorten Hintermauerziegel. Die Bruttowertschöpfung der Branche, einschließlich aller Ergänzungsprodukte, beträgt etwa 450 Millionen Euro pro Jahr. Im Jahr 2016 wurden in Deutschland 7,225 Mio. m³ Mauerziegel mit einem Produktionswert von 599 Mio. Euro hergestellt. Der Anteil der Hintermauerziegel beläuft sich auf 6,094 Mio. m³ mit einem Produktionswert von 398 Mio. Euro.
Mit kontinuierlichen Innovationen leistet die Hintermauerziegelindustrie als Zulieferer der Bauwirtschaft einen wichtigen Beitrag zur Bewältigung grundlegender gesellschaftlicher Herausforderungen wie dem Klimaschutz.

## Industrie

### Unternehmen und Standorte

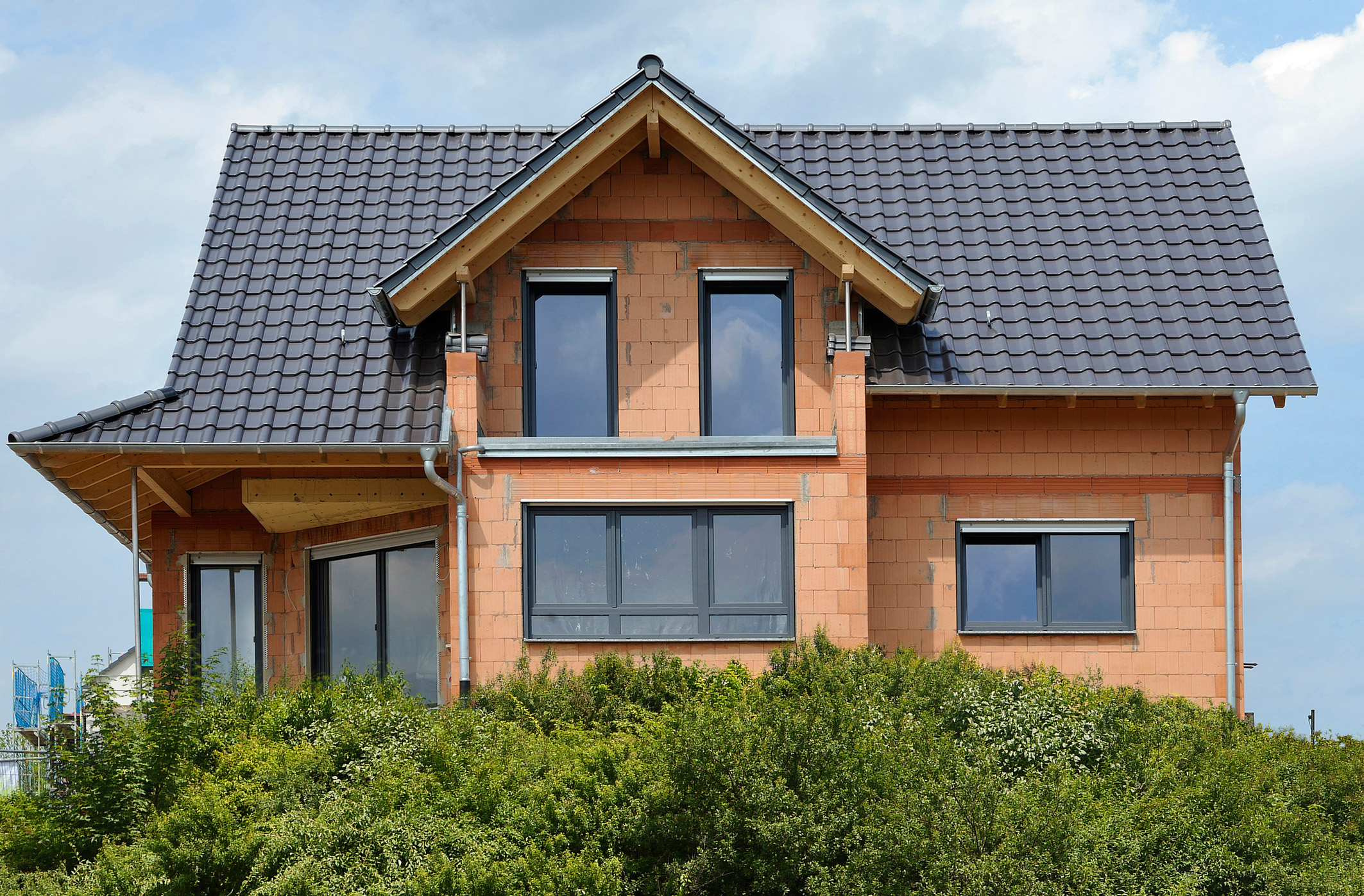
50 Prozent aller Objekte im Einfamilienhausbau werden mit Ziegeln errichtet

Die Branche ist stark mittelständisch geprägt. Viele der 30 Ziegelhersteller-Unternehmen sind inhaber- oder familiengeführt und existieren bereits seit mehreren Generationen. Wegen der für die Produktion erforderlichen Tonvorkommen agieren die Unternehmen größtenteils in regionalen Märkten und sind mit insgesamt rund 1500 Mitarbeitern über 49 Standorte verteilt. Nur 4 Prozent der Ziegelhersteller haben mehr als 100 Beschäftigte, 32 Prozent weniger als 20 Beschäftigte, 64 Prozent 20 bis 100 Mitarbeiter.

### Unternehmensgruppen
Wesentliche Unternehmens- bzw. Produktgruppen der Ziegelbranche sind die
Deutsche Poroton
Wienerberger, Schlagmann Poroton
Unipor
Leipfinger Bader, Bergmann Ziegelwerke, Hörl & Hartmann, Alten Ziegel, Ziegelwerk Franz Wenzel, Anton Hanrieder, Pasel & Lohmann, Wöhrl, Ziegelwerk Schmid
Thermopor
Ziegelwerk Eder, Röben, Girnghuber, Kormann, Ziegelwerk Aubenhahn, Ziegelwerk Turber, Ziegelwerk Staudacher, Rapis Ziegel, Erbersdobler, Ziegelwerk Nordhausen
Mein Ziegelhaus
Ziegelwerk Bellenberg, Juwö Poroton, Klosterbeuren, Lücking, Stengel, Zeller Poroton.
Als freie Unternehmen fungieren Ziegelsysteme Michael Kellerer, das Ziegelwerk Englert und das Ziegelwerk Ott Deisendorf.

### Verbände und Organisationen
- Bundesverband der Deutschen Ziegelindustrie
- Arbeitsgemeinschaft Mauerziegel
- Fachverband Ziegelindustrie Nord
- Fachverband Ziegelindustrie Nordwest
- Fachverband Ziegelindustrie Südwest
- Bayerischer Ziegelindustrieverband
- Ziegel Zentrum Süd
- DGfM Deutsche Gesellschaft für Mauerwerks- und Wohnungsbau
- Bundesverband Baustoffe – Steine und Erden

### Informationskampagne „Lebensraum Ziegel“
Lebensraum Ziegel ist eine 2015 gestartete Informations- und Marketingkampagne der deutschen Hintermauerziegelindustrie.
Die vier Produktgruppen der Ziegelbranche Deutsche Poroton, Mein Ziegelhaus, Unipor und Thermopor stellen herstellerunabhängig Eigenschaften und Verwendungsmöglichkeiten des Baustoffs Ziegel dar.
Zentrales Element ist das Online-Portal mit Informationen für Bauingenieure, Architekten, Multiplikatoren, Investoren, Entscheidungsträger und private Bauherren. Es bietet Referenzen aus allen Regionen Deutschlands, eine Übersicht über ziegelaffine Architekten und Baufirmen mit gezielter Suchfunktion sowie ein Ziegellexikon. Im Rahmen einer Kooperation stellt der Bauherrenschutzbund e. V. einen Ratgeber zum Verbraucherschutz zur Verfügung.

### Wettbewerbe und Preise
Der Deutsche Ziegelpreis ist der bekannteste Architekturpreis der Branche. Seit 2011 lobt ihn das Ziegel Zentrum Süd in Kooperation mit dem Bundesbauministerium aus. Alle vier Jahre werden Ziegelbauten ausgezeichnet, die dem nachhaltigen Bauen in ökologischer, ökonomischer und soziokultureller Hinsicht verpflichtet sind und zur Gestaltung des öffentlichen Raumes beitragen.

## Geschichte

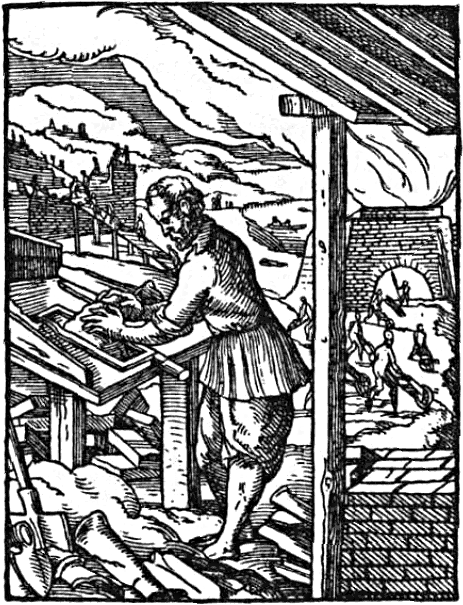
„Der Ziegler“, aus dem Ständebuch von Jost Amman, Frankfurt 1568

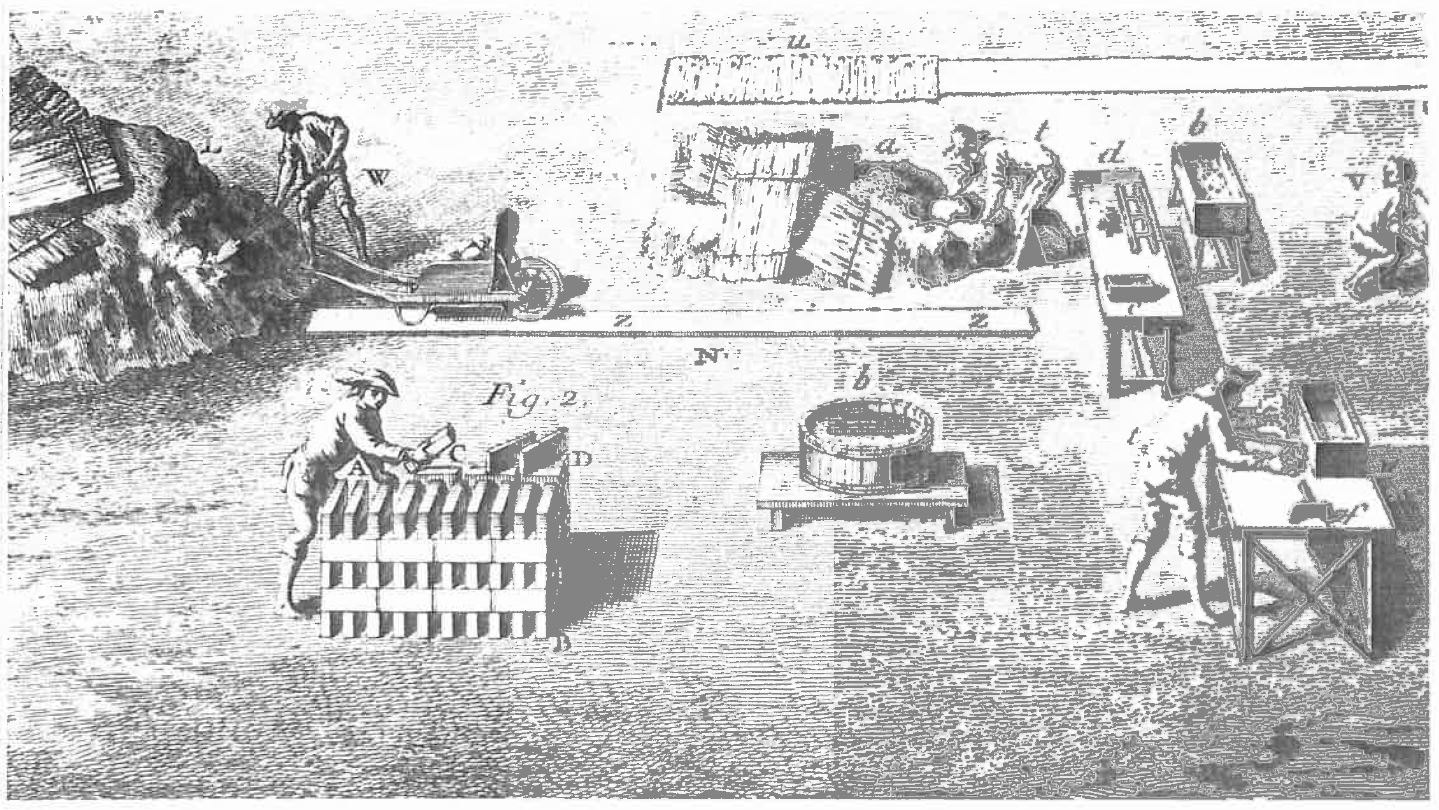
Herstellung von Mauerziegeln in einer Feldziegelei des 18. Jahrhunderts, Kupferstich 1763

Der älteste Ziegel der Welt wurde bei archäologischen Grabungen in Jericho gefunden und auf das Jahr 7500 v. Chr. datiert. Damals wie heute wird dieser Baustoff aus den vier Grundelementen Feuer, Wasser, Luft und Erde geformt. Das Herstellungsverfahren wurde seit Beginn der Industrialisierung in vielen innovativen Schritten verbessert und ist heute ein hochmoderner Produktionsprozess in vollautomatisierten Ziegelwerken.

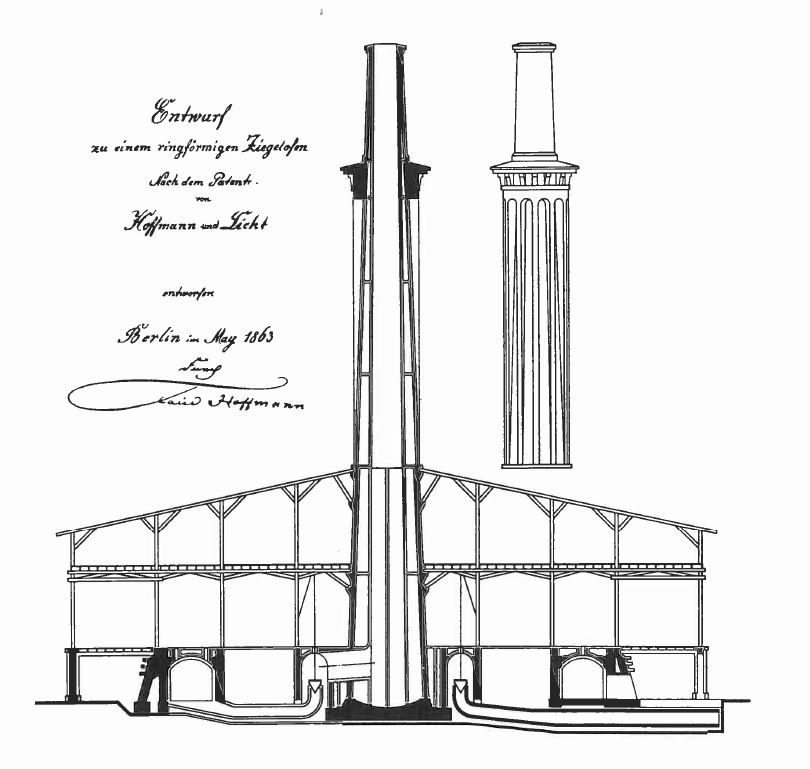
Entwurf zu einem ringförmigen Ziegelofen, nach dem Patent von Hoffmann und Licht, entworfen in Berlin im Mai 1863 (Hoffmannscher Ringofen)

### Industrielle Ziegelproduktion im 19. und 20. Jahrhundert
Bis ins 19. Jahrhundert ist die Ziegelproduktion im Wesentlichen von bäuerlichen Nebenbetrieben und handwerklich geführten Kleinziegeleien geprägt.
Der eigentliche Übergang von der handwerklichen zur industriellen Ziegelproduktion begann um die Mitte des 19. Jahrhunderts. Die außerordentlich starke Zunahme der Bevölkerung, die beginnende Industrialisierung und die rege Bautätigkeit in den schnell wachsenden Großstädten erzeugten einen so hohen Bedarf an Mauerziegeln, dass zahlreiche neue Ziegeleien gegründet wurden.
Der Einsatz von Dampfmaschinen zur Lehmaufbereitung ab 1843, die Erfindung der Schneckenpresse und die Erfindung des Ringofens durch Friedrich Hoffmann im Jahre 1858 ermöglichten ab Mitte des 19. Jahrhunderts den Bau von Ziegelwerken mit hohen Kapazitäten. Der 1910 vorgestellte Vollautomat „Typ Hörstel“ bewerkstelligte bereits den gesamten Transport zwischen Presse und Absetzstelle und ist damit ein Vorläufer des heute vollautomatischen Werkes. Nach dem Ersten Weltkrieg wurden große Mengen Ziegel benötigt und Hallenofen für Leistungen bis zu 100.000 Ziegel pro Tag entwickelt.
Nach Ende des Zweiten Weltkriegs wurde die Ziegelproduktion immer stärker automatisiert. Der große Bedarf an Baumaterial für 4.000.000 fehlende Wohnungen führte dazu, dass sich die Ziegelindustrie zu einer modernen Industrie entwickelte und die ersten elektronisch gesteuerten, vollautomatischen Werke gebaut wurden. Der technische Fortschritt war vor allem durch die Entwicklung und Einführung des Tunnelofens in den 1950er Jahren, der Setzmaschine in den 1960er Jahren und der Entstapelungsmaschine in den 1970er Jahren geprägt. Die ersten automatisierten Mauerziegelwerke entstanden ab den 1950er Jahren, eine Vollautomatisierung vollzog sich ab Ende der 1960er Jahre.
Mit der technologischen Entwicklung war ein starker Konzentrationsprozess der Ziegelindustrie verbunden, das heißt die Zahl der Betriebe ging zurück, aber die verbleibenden Werke und vor allem die Produktionsmengen wurden immer größer. Gab es Ende des 19. Jahrhunderts noch 17.800 Werke, werden heute in Deutschland noch an 49 Standorten Hintermauerziegel produziert.
Die ältesten produzierenden Ziegelwerke sind Schmid in Bönnigheim und Stengel in Donauwörth.

## Veröffentlichungen
- Fachzeitschrift „Zi Ziegelindustrie International“
- Fachzeitschrift „Mauerwerk – European Journal of Masonry“
- Zi-Jahrbuch
- Magazin "Natürlich Ziegel" https://www.lebensraum-ziegel.de/fileadmin/user_upload/Dokumente/Downloads/Natuerlich_Ziegel.pdf
- Magazin für Architekten und Bauplaner "Stadt und Ziegel" 01/2018 https://www.lebensraum-ziegel.de/fileadmin/user_upload/Dokumente/Downloads/Stadt_und_Ziegel_01-2018.pdf